# George Cadbury
George Cadbury (ur. 19 września 1839 w Birmingham, zm. 24 października 1922 tamże) – brytyjski przemysłowiec i reformator społeczny.

## Życiorys
George Cadbury urodził się 19 sierpnia 1839 roku w dzielnicy Edgbaston w Birmingham. Był synem Johna Cadbury'ego — kupca herbaty, kawy i sprzedawcy produktów z czekolady przy Bull Street.
W 1861 roku został współwłaścicielem wytwórni czekolad Cadbury Brothers. W 1879 wraz z bratem Richardem przeniósł fabrykę z Birmingham do Bournville (wówczas wiejskie przedmieścia Birmingham, obecnie ponownie w granicach Birmingham). Dla swoich robotników wprowadził prywatny program zabezpieczenia społecznego i poprawy warunków pracy - wybudował osiedle dla robotników nazwane Village Trust (313 budynków otoczonych ogrodami); później stało się ono wzorem dla tzw. miast ogrodów na przedmieściach.

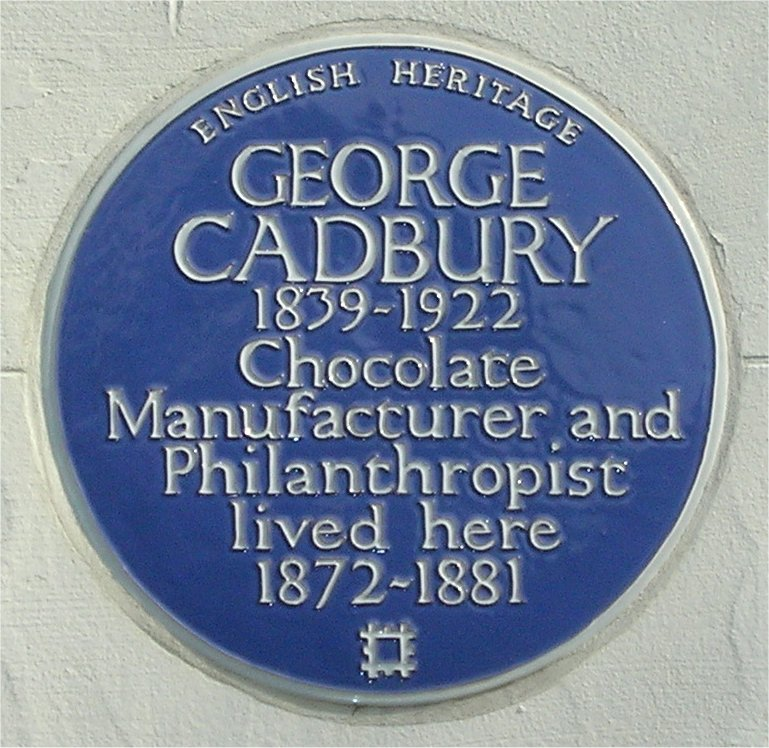
Tablica na elewacji domu George'a Cadbury'ego przy ulicy George Road 32 w Birmingham w dzielnicy Edgbaston.